# Marin Držić

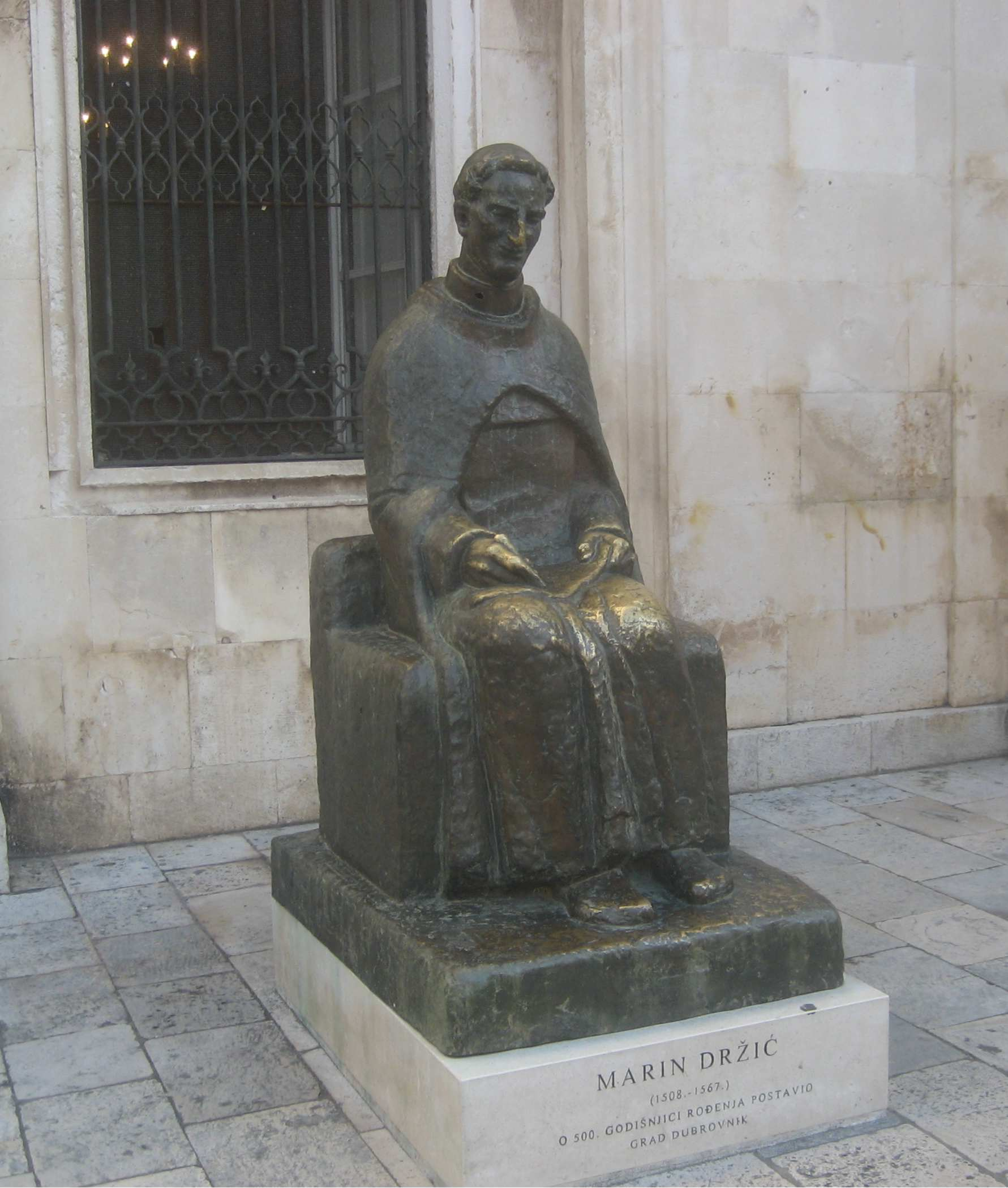
Staty av Marin Držić i Dubrovnik.

Marin Držić, född 1508 i Dubrovnik, död 2 maj 1567 i Venedig, var en dramatiker och poet från Kroatien.
Držić anses vara renässansens främsta författare i Kroatien och var verksam inom många områden. Han skrev lyrisk poesi, herdedikter, politiska pamfletter och framförallt komedier. Liksom andra komediförfattare som Lope de Vega, Ben Jonson och Molière är hans komedier livfulla verk som hyllar kärlek, frihet och uppriktighet och driver med girighet, egoism och maktfullkomlighet – både inom familjen och i samhället.
Till hans främsta komedier hör Dundo maroje, Skup, Novela od stanca och Pomet.
Marin Držić-priset utdelas sedan 1991 till framstående dramatiker. Det kroatiska parlamentet utnämnde 2008 till Marin Držić-året, då det var 500 år sedan han föddes. Han har också en gata i Zagreb uppkallad efter sig.

## Biografi
Marin Držić föddes 1508 i Dubrovnik. Han härstammade från en välkänd borgarfamilj som upplevde stora ekonomiska svårigheter under Držićs liv. Hans farbror var poeten och dramatikern Džore Držić. Moderns flicknamn var Kotruljević och hon var släkt med den välkända ekonomiska författaren och diplomaten Benedikt Kotruljević. Det finns lite, och ännu mindre trovärdig, information om Držićs liv. Det finns inga uppgifter om hans grundskoleutbildning. De äldsta dokumenten om Držić är relaterade till hans utnämning till rektor för Allahelgonakyrkan i Dubrovnik (kallad Domino) 1526. Vid den tiden studerade han till präst, men hans rebelliska karaktär gjorde honom inte lämpad till yrket. I februari 1528 valdes Držić till organist i Dubrovniks domkyrka, och några månader senare beviljade senaten, den så kallade Vijeće umoljenih, ekonomiskt stöd för hans vidareutbildning. 
Han sändes därefter till Siena för att studera. Där utsågs han den 12 juni 1541 till prorektor för universitet (vid den tiden innehades denna anställning av studenter). Under sitt ettåriga mandat kom Držić i konflikt med universitetschefen som övervakade studenthemmet och universitetet Collegio dei savi dello Studio, liksom med vissa studenter. Trots förbudet mot sammankomster och föreställningar i privata hus i Siena vid den tiden, agerade Držić tillsammans med några andra aktörer i en oidentifierad komedi på natten den 8 februari 1542. Till skillnad från de andra deltagarna som straffades mycket hårdare, fick Držić bara en reprimand. Det finns inga direkta bevis på vad han studerade i Siena, men på grundval av befintlig information kan man anta att detta troligen var kanonisk rätt. Det är dock känt att han inte slutförde sina studier. Det sista dokumentet som finns om Držićs vistelse i Siena är en nyhet om slutet på hans mandatperiod som kan dateras till den 25 juni 1542. Den 6 januari 1543 var Držić i Ancona, där han och en annan medborgare i Dubrovnik lånade 100 dukater från en viss florentinare.
I december 1545 gick Držić in i den österrikiska äventyraren greve Christoph Rogendorfs tjänst som kammarherre. Han åkte med Rogendorf till Wien, där han stannade fram till mitten av april 1546. Han återvände till Dubrovnik i mitten av maj. I augusti samma år anlände Rogendorf till Dubrovnik igen. Držić gick in i hans tjänst igen, den här gången som översättare, och reste med honom på väg till Konstantinopel, där han lämnade Rogendorf och i slutet av samma år återvände han till Dubrovnik.
Inför myndigheterna i Dubrovnik motiverade han ett patriotiskt skäl för att avvisa tjänsten - att sonen till Dubrovniks exil Miha Bučinčić, som förnedrade republiken, var i grevens följe. I maj 1550 fick Držić en prästadömsvälsignelse. 1553 valdes han till kansliskrivare på saltkontoret (salt var ett statligt monopol och därför inrättade fursten i Dubrovnik ett "saltkontor" vars uppgift var att övervaka saltets kvalitet och föra en bra handelspolitik). Ett återkommande tema i Držićs hela liv var materiella svårigheter. En stor del av de dokument som ägnas åt honom, som började 1535 och slutade 1562, talar om olika ekonomiska problem, liksom skulder som togs och inte betalades i tid. 
I december 1562 anlände han till Venedig, där han 1563 utnämndes som kaplan till ärkebiskopen i Venedig. Samma år fanns han i Dubrovnik. I april eller maj 1566 anlände han till Florens. Här skickar han fyra brev till Cosimo Medici och ett brev till hans son Francesco. I dessa brev föreslår han att störta regeringen i Dubrovnik, som enligt hans uppfattning är inkompetent och oansvarig, och beskriver en plan för republikens framtida struktur under Medici-protektoratet, där adelsmännen bör dela makten med folkets företrädare. För att uppnå dessa mål ber han bland annat om ekonomiskt stöd och lite militärt stöd. Eftersom han inte fått något svar lämnar han Florens. Han dog i Venedig den 2 maj 1567 och begravdes där i kyrkan S:t Johan och S:t Paul (Basilica di Santi Giovanni e Paolo, känd på venetiansk som San Zanipolo). Författarens livfulla karaktär, många luckor i hans biografi och framför allt vissa konspirationsbrev som hittades 1938 var anledningen till att Držićs biografi framkallade olika hypoteser och spekulationer och blev föremål för motstridiga tolkningar. I extrema versioner framställs Držićs karaktär antingen som en oansvarig äventyrare som ständigt är ute efter pengar eller som en upprorisk plebej som kämpar för en bättre och mer rättvis värld.

## Författarskap
All information som finns om Držićs litterära verk gäller åren 1548-59, men det är inte känt i vilken ordning han skrev sina verk. Tack vare olika dokument rekonstruerades följande kronologi av hans pjäser: den försvunna komedin Pomet (1548), det pastorala versdramat Tirena (1549), farsen Novela od Stanca (1550) versdramat Venere i Adon (1551), komedin Dundo Maroje (1551), komedin Skup (1555?). Držićs pjäser framfördes av amatörteatergrupper: bland annat gruppen Pomet, grupperna Garzarija och Od Bidzara som bestod av unga adelsmän, samt gruppen Njarnjasi som framförde pastorala pjäser. År 1551 dök den enda bok som publicerades under hans livstid upp. Ingen kopia av denna utgåva har bevarats, men det kan antas att den är identisk med de kommande två utgåvorna (Venedig 1607, 1630). Boken innehöll Držićs kärleksdikter samt tre pjäser: Tirena, Pripovijes kako se Venere božica užeže u ljubav lijepoga Adona u komediju stavljena och Novela od Stanca. Držićs återstående verk har bevarats, ofta i ofullständig form, i manuskript, varav det äldsta dateras till andra hälften av 1500-talet. Den enda tragedin som Držić skrev var Hekuba. Tragedin utfördes 1559 för första gången och var hans sista verk. 
Držićs verk erkändes av hans samtid, men de väckte också kontrovers och tvivel. Efter premiären av Tirena anklagades Držić till och med för att plagiera en dikt av skalden Mavro Vetranović. Vetranović förnekade dock resolut det och skrev en dikt till stöd för Držić kallad Pjesanca Marinu Držiću u pomoć. Men fastän Držić skrev poesi, som byggde på den tidigare kroatiska petrarkismen, var han överlägset mest känd för sina pjäser. Držićs dramatiska verk förgrenar sig i två delar: idyllisk och komisk. Grunden för Držićs pjäser är antitesen: kontrasten mellan pastorala eller mytologiska motiv och rustika motiv, mellan högre och lägre stilar, vers och prosa, poesins värld och den verkliga världen. Držićs komediverk är till största delen en vanlig komedi som kännetecknar renässansen, den så kallade commedia erudita. Držić är en författare av höglitterär kultur, bekant med den antika traditionen (särskilt med Plautus), liksom med samtida italiensk komedi och italiensk novella (eller kortroman), vilket var en viktig inspirationskälla för den komedin.

## Inflytande
Držićs största konstnärliga prestationer är komedierna Dundo Maroje och Skup. Det som är karakteristiskt för hans verk är renässansens vitalitet, med skuggor av tvivel och ironi som antyder manierismen. Držić är inte skaparen av sammansatta personligheter och oförglömliga karaktärer. Även om han inte kände dem (och han kunde inte heller känna dem på grund av kronologi), var komiker som Ben Jonson eller Lope de Vega närmast honom - deras verk har energiladdade skissade karaktärer (inte personligheter) i överflöd. Vi kan bara beklaga att mer av hans verk inte har bevarats och att han själv inte har ägnat mer energi åt sitt eget sanna kall, snarare än åt bisarra politiska projekt. Att döma av språket visade hans virtuosa, välskötta, men ändå frodiga idiom all glans och potential i det kroatiska språket i mitten av 1500-talet. Under det århundradet, som mest representeras av poesi, är han praktiskt taget den enda prosaförfattaren vars uttryck vi uppfattar som modernt och helt förståeligt, utan klumpigheten och förkonstlingen som åtföljde senare kroatisk prosa. Kontrasten mellan hög retorik och folklig burlesk ger hans uttryck vitalitet och ledighet - något som kroatisk prosa inte återfick förrän under andra hälften av 1800-talet. "Upptäckt" igen på 1800-talet, är Marin Držić den mest livsviktigaste kroatiska renässansförfattaren och grunden till den kroatiska dramarepertoaren.